# Cordesse
Cordesse is een gemeente in het Franse departement Saône-et-Loire (regio Bourgogne-Franche-Comté) en telt 142 inwoners (1999). De plaats maakt deel uit van het arrondissement Autun.

## Geografie
De oppervlakte van Cordesse bedraagt 10,7 km², de bevolkingsdichtheid is 13,3 inwoners per km².
De onderstaande kaart toont de ligging van Cordesse met de belangrijkste infrastructuur en aangrenzende gemeenten.

## Demografie
Onderstaande figuur toont het verloop van het inwonertal (bron: INSEE-tellingen).